# Alfred de Falloux
Frédéric Alfred Pierre, greve de Falloux, född 8 maj 1811, död 6 januari 1886, var en fransk politiker.
Falloux blev rojalistisk deputerad 1846. Han blev medlem av konstituerande församlingen 1848, anslöt sig till republiken och blev 1849 undervisningsminister. Som sådan genomdrev Falloux 1850 den betydelsefulla lagen angående "undervisningens frihet" som senare blev känd som "Falloux lag". Han protesterade mot 1851 års statskupp och lämnade efter denna det parlamentariska livet. Under kejsardömet var han en av cheferna för det katolska partiet och medverkade senare (1872) till försoningen mellan de två linjerna av det franska kungahuset. Bland hans skrifter märks De la contre-révolution (1878) och Mémoires d'un royaliste (1886).